# Sombrero vaquero

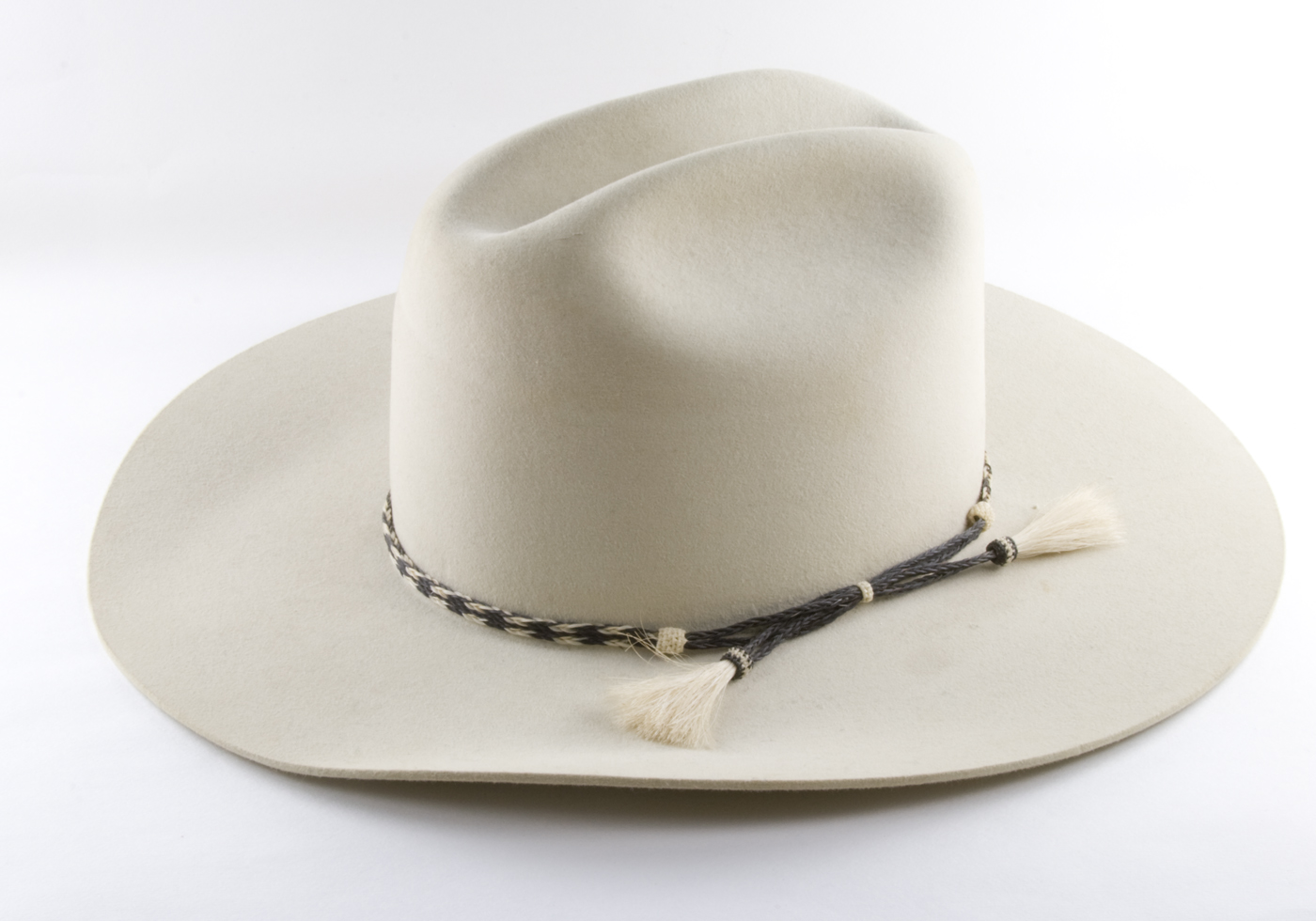
Sombrero vaquero de fieltro, también conocido como «texano»; generalmente usado en tiempos de frío

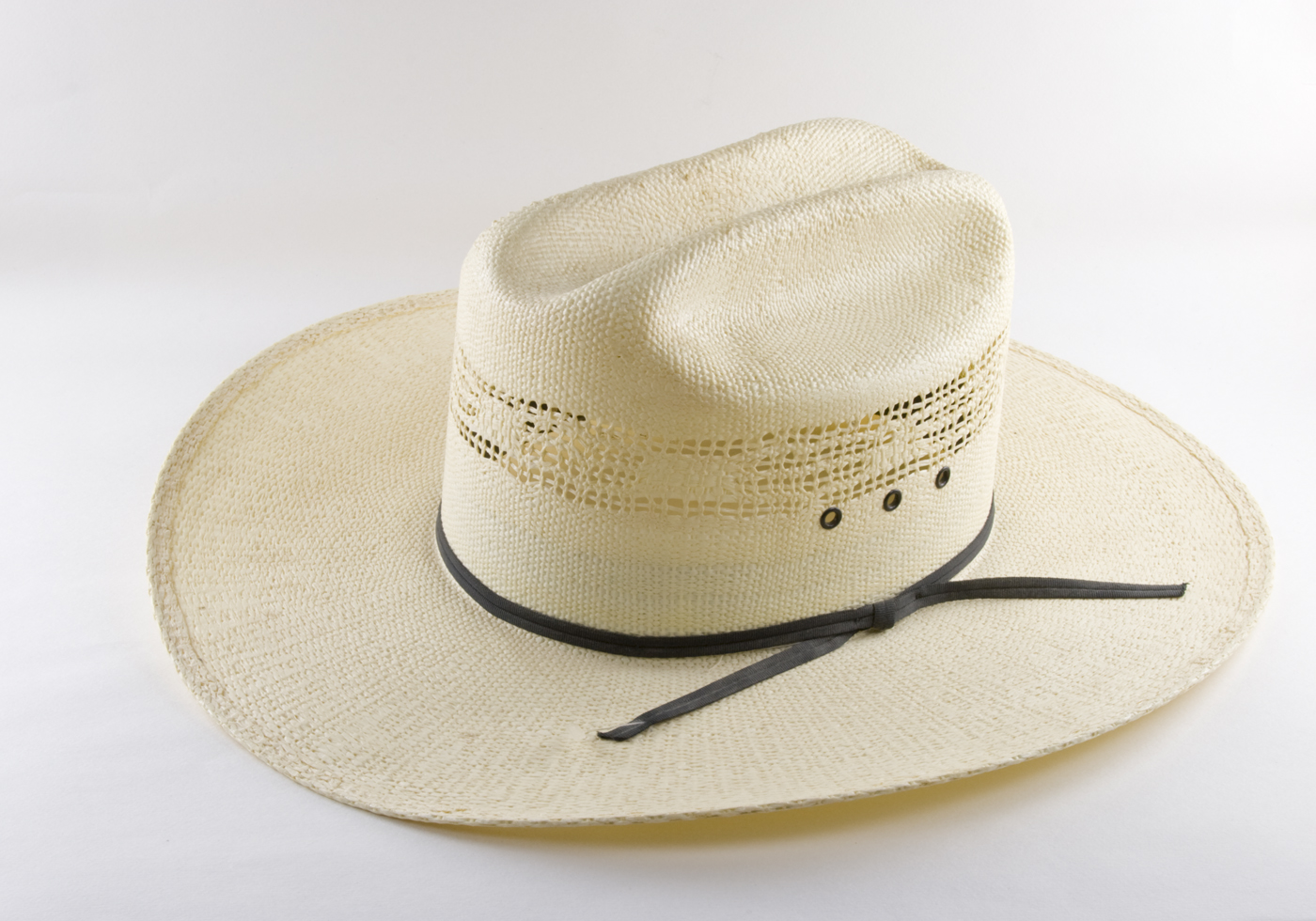
Sombrero vaquero de palma; generalmente usado en tiempos de calor

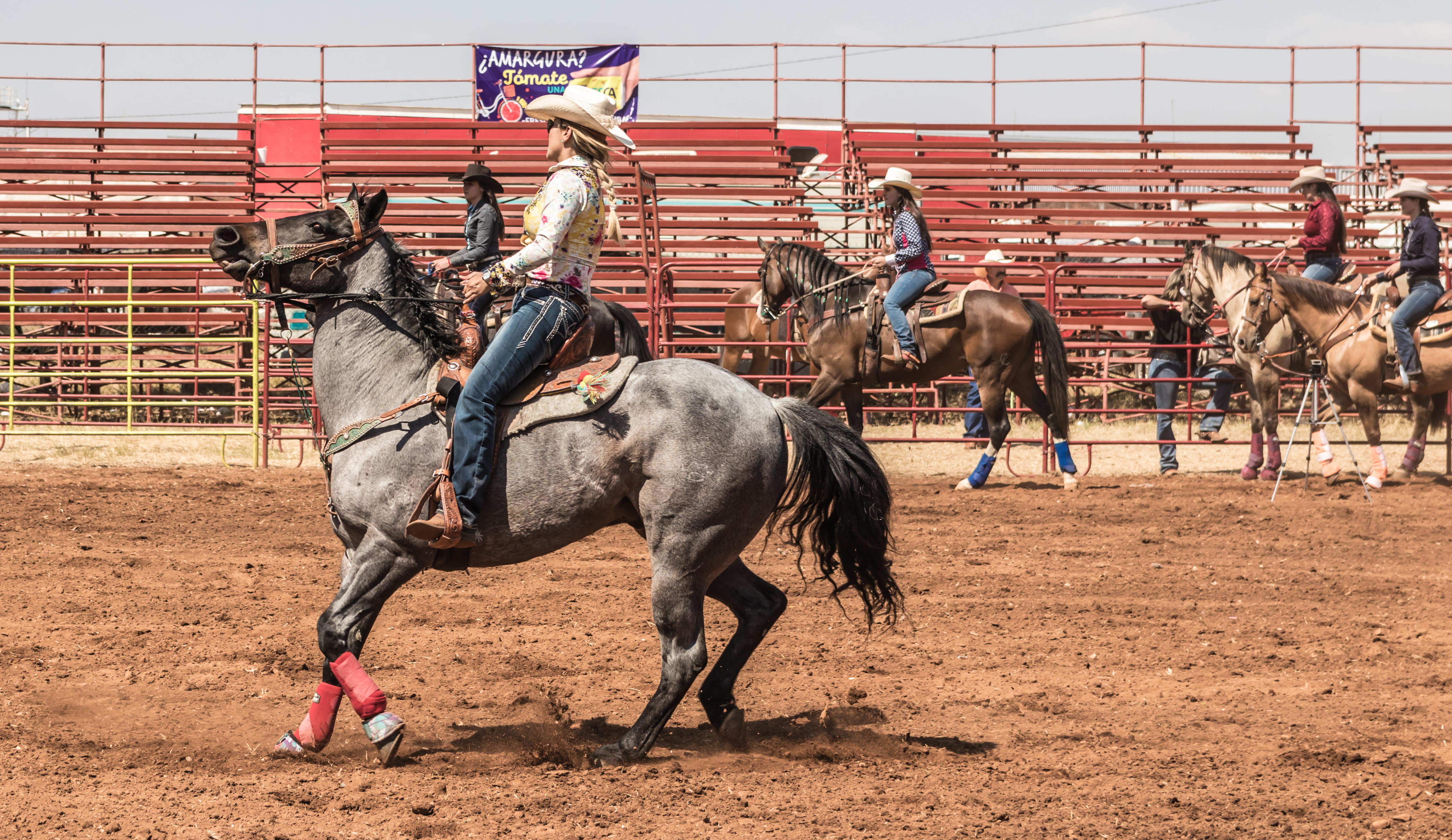
Vaqueras mexicanas a caballo con sombreros vaqueros

El sombrero de vaquero es un sombrero de copa alta y ala ancha, conocido como pieza que define el atuendo del vaquero norteamericano(en inglés, cowboy). Tuvo influencia de la cultura mexicana del siglo XIX, y hoy es usado por muchas personas, particularmente entre los trabajadores de rancho en Estados Unidos, Canadá, México, Centroamérica, Brasil, Australia y Nueva Zelanda, por varios cantantes de country, regional mexicano y sertanejo, y también por participantes en el circuito de rodeo americano. Es reconocido en el mundo por ser parte del atuendo del Viejo Oeste.
El sombrero de vaquero como se lo conoce hoy en día tiene muchos antecedentes en su diseño, incluidos sombreros mexicanos como el sombrero de charro, los diversos diseños de sombreros de ala ancha usados por agricultores y ganaderos del este de los Estados Unidos, así como diseños utilizados por la Caballería de los Estados Unidos.
El primer modelo en el oeste fue el «Boss of the Plains» (lit., «Jefe de los Llanos») de copa alta, y después vino el estilo Carlsbad con un pliegue superior hacia el frente, destinado a convertirse en el estilo vaquero definitivo. Los sombreros del oeste de copa alta, ala ancha y fieltro suave que siguieron están íntimamente asociados con la imagen del vaquero.

## Historia

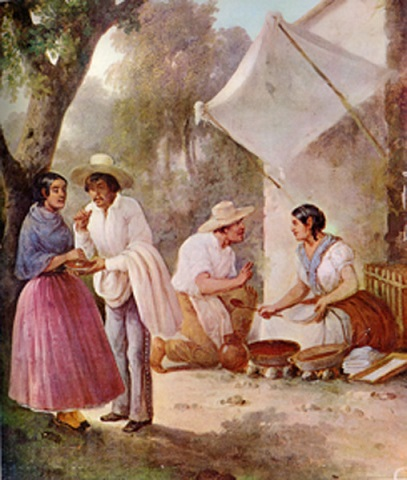
Sombreros mexicanos (c. 1830)

El concepto de un sombrero de ala ancha y copa alta usado por un jinete al montar se remonta a los jinetes mongoles del siglo XIII. Tales sombreros tienen copas altas que proporcionan aislamiento y alas anchas que proporcionan sombra. Los climas cálidos y soleados inspiran diseños con ala muy ancha como el sombrero de charro mexicano.
No hay claridad respecto a cuándo recibió su nombre el sombrero de vaquero. Sin embargo, los estadounidenses de origen europeo del oeste de los Estados Unidos originalmente no llevaban sombreros o gorros estándar. Las personas que se mudaban al oeste usaban muchos estilos de sombreros, incluidos sombreros de copa, bombines, tocados de la guerra civil estadounidense, como sombreros de caballería, chambergos, o sombreros de marinero.
Contrariamente a la creencia popular, fue el bombín y no el sombrero de vaquero el más popular en el oeste estadounidense, lo que llevó a Lucius Beebe a llamarlo «el sombrero que conquistó el oeste». Los vaqueros trabajadores llevaban sombreros de ala ancha y copa alta. Lo más probable es que tales sombreros fueran adoptados de los sombreros chambergos de la época de la guerra civil estadounidense y pueden haber sido influenciados por los vaqueros mexicanos antes de la invención del diseño moderno. Al sombrerero John Batterson Stetson se le atribuye el mérito de crear el sombrero de vaquero estadounidense moderno.
El sombrero «Boss of the Plains» (lit., jefe de los llanos) original, fabricado por Stetson en 1865, tenía ala plana, una copa de lados rectos y esquinas redondeadas. Estos sombreros livianos e impermeables eran de color natural, con copas y alas de unos diez centímetros. Se colocaba una banda sencilla para ajustarlos el tamaño de la cabeza. La banda elástica para el sudor del interior llevaba el nombre de Stetson. Si bien solo fabricaban un estilo de sombrero, los había en diferentes calidades, desde material de baja calidad a cinco dólares cada uno hasta sombreros de fieltro puro de castor por treinta dólares cada uno. J.B. Stetson fue el primero en comercializar el «Boss of the Plains» entre los vaqueros, y sigue siendo la imagen universal del oeste estadounidense desde entonces. El carisma del Oeste regresó al Este de los Estados Unidos cuando los aventureros regresaron con el costoso sombrero estilo «Boss of the Plains». En el siglo XIX y la primera mitad del XX, el sombrero era una prenda indispensable en el guardarropa de todo hombre. Stetson se centró en sombreros caros y de alta calidad que representaban una verdadera inversión para el vaquero trabajador y una muestra de éxito para el citadino.
La durabilidad y resistencia al agua del sombrero Stetson original obtuvieron publicidad adicional en 1912, cuando el acorazado USS Maine fue sacado del puerto de La Habana, donde se había hundido en 1898. Se encontró un sombrero Stetson en los restos del naufragio, que había estado sumergido en agua de mar durante 14 años. Si bien el sombrero había estado expuesto a lodo, barro y crecimiento de plantas, parecía intacto tras ser limpiado.

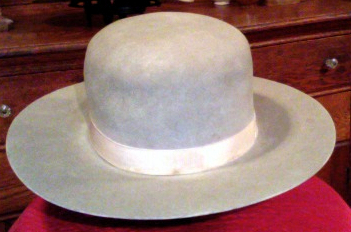
Un sombrero Boss of the Plains

El sombrero de vaquero ha sido adoptado como identificador regional en varios lugares del mundo, por ejemplo entre las tribus maoríes que viven en el distrito de Gisborne de la Isla Norte de Nueva Zelanda, llamados colectivamente «Ngā Kaupoi"» («Los vaqueros») por su adopción nativa de los caballos; uno de sus políticos residentes, Rawiri Waititi, es bien conocido por su atuendo en el que siempre lleva sombrero.